# Guanadrel
Guanadrel je postganglionski adrenergijski blokator. Preuzimanje ovog leka iz sakupljanje u simpatetičkim neuronima se odvija posredstvom norepinefrinske pumpe ili transportera.

## Spoljašnje veze
|  | Molimo Vas, obratite pažnju na važno upozorenje u vezi sa temama iz oblasti medicine (zdravlja). |